# 123e régiment d'infanterie (France)
Le 123e régiment d'infanterie (123e RI) est un régiment d'infanterie de l'Armée de terre française créé sous la Révolution à partir de la 123e demi-brigade de première formation.

## Création et différentes dénominations
- 1793 : création de la 123e demi-brigade de bataille, à partir du 1er bataillon du 62e régiment d’infanterie, amalgamé avec le 1er bataillon de volontaires de la Vienne et le 2e bataillon de volontaires de la Somme.
- 1796 : versée dans la 99e demi-brigade d’infanterie de ligne
- 1810 : création du 123e régiment d’infanterie de ligne à partir du 2e régiment d’infanterie (partie de la Brigade hollandaise en Espagne) et du 2e bataillon du 6e régiment d’infanterie, du Royaume de Hollande, lors de l'annexion de celui-ci.
- 1813 : incorporation des restes du 126e régiment d’infanterie de ligne
- 1814 : dissolution
- 1871 : recréation
- 1914 : à la mobilisation, il met sur pied son régiment de réserve, le 323e régiment d’infanterie

## Chefs de corps
- 1793 : chef-de-brigade Petit
- 1810 : colonel Christian-Louis von Pfaffenrath
- 1811 : colonel Antoine Avisard (*)
- 1813 : colonel Nicolas-Noël Gueurel

- 1871 : colonel Pierre-Sébastien Collin (mis en non-activité par retrait d'emploi)
- 1873 : colonel Henri-Charles Bernot de Charant
- 1876 : colonel César Cajard (*)
- avril 1878 : colonel Félix Hervé (**)
- janvier 1879 : colonel Émile-Charles-Eugène Haffner
- 1882 : colonel Léon Prudhomme (**)
- 1884 : colonel Louis-Jean-Marie de L'Église de Ferrier de Félix
- 1885 : colonel Marie-Nicolas-Edmond Garcin (**)
- 1889 : colonel Charles-Eugène Le Joindre (**)
- 1894 : colonel Emile-Henri-Armand-Jean-Baptiste de Peretti (décédé en fonction)
- 1895 : colonel Jean-Baptiste-Jules de Roffignac
- 1900 : colonel Raimond-Antoine Poirier
- 1901 : colonel Léon Lefournier
- 1906 : colonel Paul Thomas de la Pintière
- 1910 : colonel Louis-Eugène Saint-Étienne
- 1913 : colonel Marie-Gaston-Florent Leconte (**)
- 1914 : lieutenant-colonel Xavier-Louis-Marie-Raoul Hubert (*)
- mai-juin 1915 : lieutenant-colonel Forey
- juin 1915-février 1916 : lieutenant-colonel Victor-Marie Godfrin
- février 1916-mai 1917 : lieutenant-colonel Louis-Joseph Érulin
- mai 1917-1920 : lieutenant-colonel Alexis-René-Marie-Martial Rouchon
- 1920-1921 : colonel Marie-Joseph-Henri Pinoteau
- 1939 : commandant Georges Loustaunau-Lacau
- 1940 : lieutenant-colonel Belascain
- 8 juin 1940 : chef de bataillon Jean-Hyacinthe de Lalande d'Olce (mort pour la France le 10 juin 1940)
- 16 juin 1940 : chef de bataillon Coudrin

 (*) Officiers qui sont par la suite devenus généraux de brigade 

 (**) Officiers qui sont par la suite devenus généraux de division 

## Historique des garnisons, combats et bataille du123eRIde ligne

### RévolutionetEmpire
- 1794 : Fleurus, Ourthe et La Roer
- 1795 : Blocus de Mayence

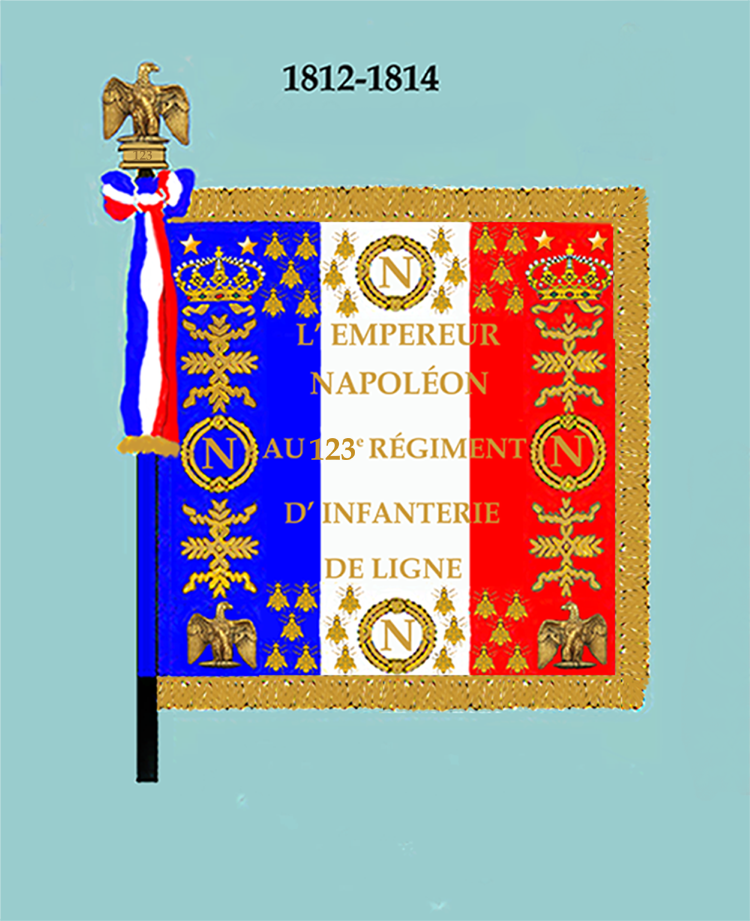
Drapeau modèle de 1812 (avers)
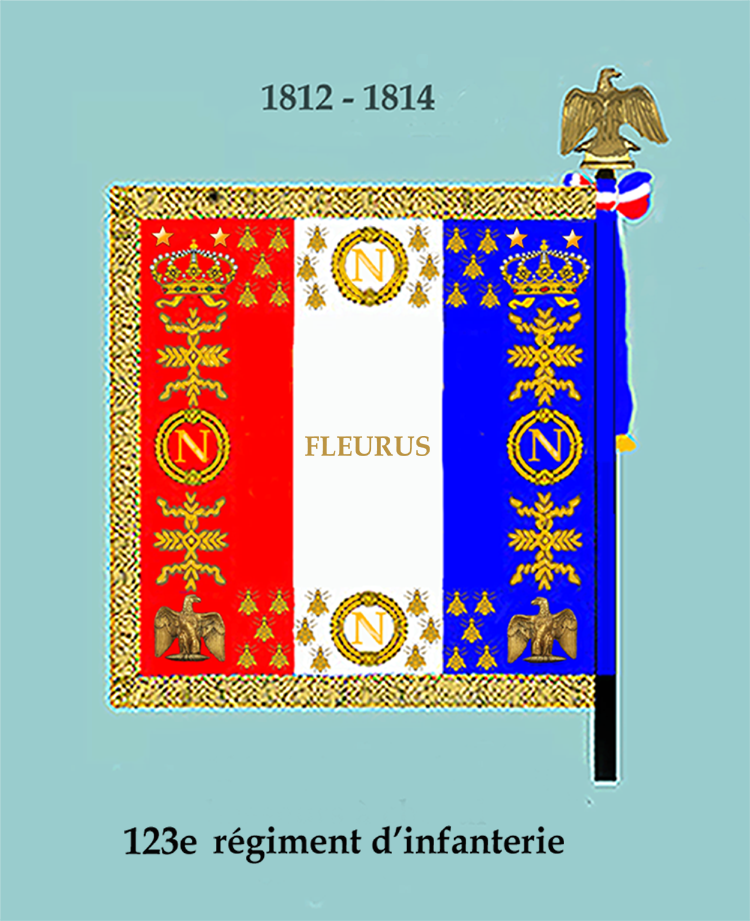
Drapeau modèle de 1812 (revers)

- 1812 : Polotsk, Tchachniki et Berezina
- 1813 : Wittenberg, Wessel et Lützen. Le 3e bataillon, de recrutement hollandais, capturé par les Russes et Prussiens au siège de Stettin, passe dans la Légion d'Orange et se joint à l'armée de la Coalition[1].

### Second Empire
- 1870-1871 : Siège de Paris

### De 1871 à 1914
- Garnison à La Rochelle

### Première Guerre mondiale

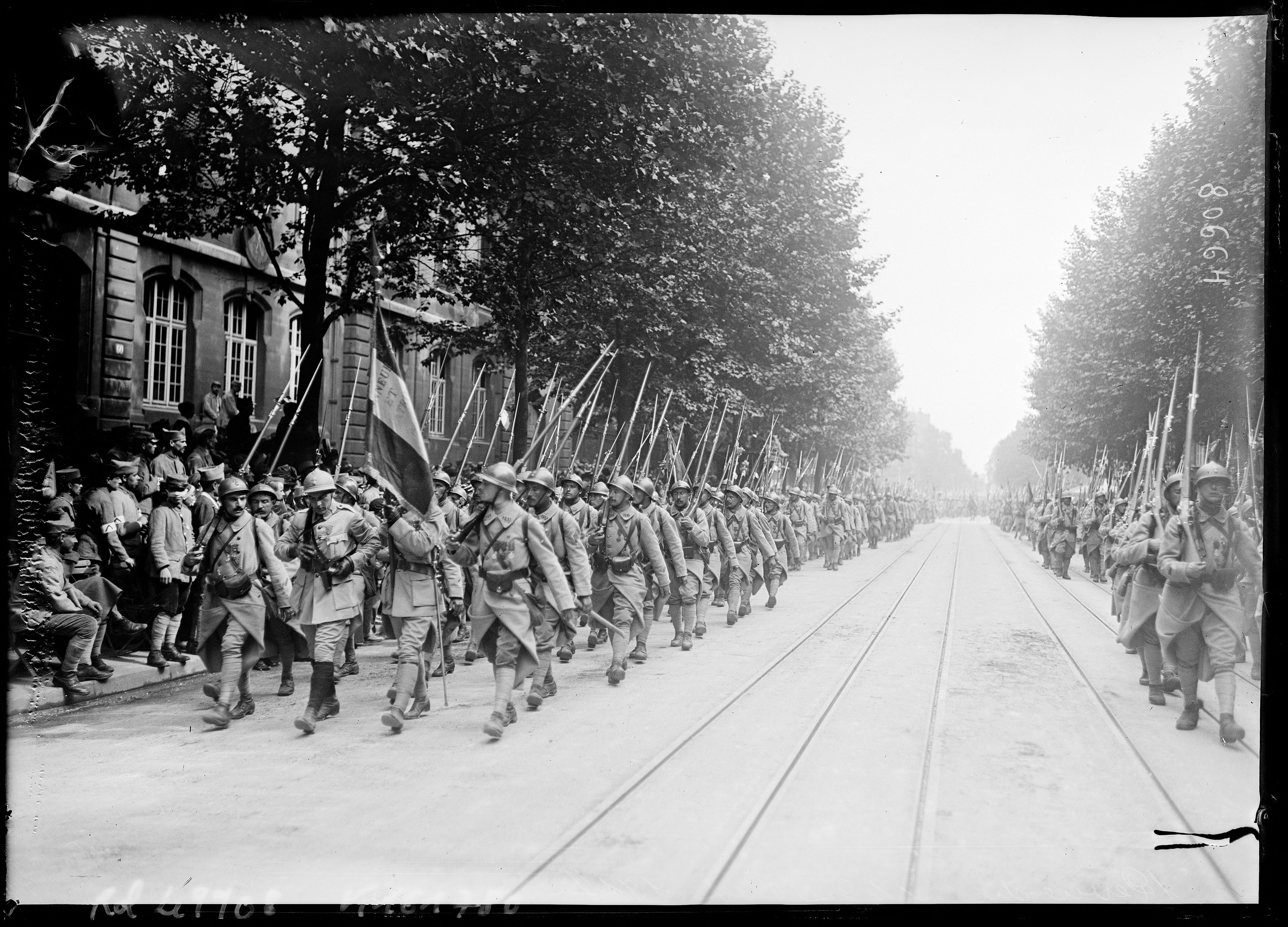
Drapeau du à Paris le 14 7 1917.

Casernement : La Rochelle, Saint-Martin-de-Ré, il fait partie de la 69e Brigade d'Infanterie, 35e Division d'Infanterie, 18e Corps d’Armée. Il est avec le 57e Régiment d'Infanterie .

#### 1914
- Le 7 août : arrivée en train à Barisey-la-Côte (54)
- Jusqu'au 11 août : marche à l'est jusqu'à Pierreville (54), au sud de Nancy
- Jusqu'au 17 août : marche au nord-ouest jusqu'à Manonville
- Le 18 août : réembarquement à la gare de Sorcy-Saint-Martin, arrivée le lendemain à Fourmies ; départ vers la Belgique
- Le 24 août : Bataille de Charleroi, le régiment se replie jusqu'à La Bouteille puis Origny-Sainte-Benoite sans vraiment participer aux combats
- Le 29 août : Bataille de Guise ; premières confrontations sur les rives de l'Oise qui font plus de dix morts dans le régiment, ordre de repli le 31
- Le 5 septembre : Bataille de la Marne : une marche forcée sur près de 200 km  amène en cinq jours le régiment près de Villiers-Saint-Georges, Montceaux-lès-Provins.
- De septembre à décembre : Course à la mer - 5e Armée à Reims: Corbény, Craonne, la Ville-aux-Bois, Plateau de Vauclerc.

#### 1915
- Plateau de Vauclerc

#### 1916
- Bataille de Verdun - (3 au 15 mai 1916) Bois de la Caillette, Douaumont et Vaux, Thiaumont.

#### 1917
- Chemin des dames (plateau des Casemates, 5-6 mai).

#### 1918
- Oise : Noyon, Mont-Renaud (25-30 mars).
- Aisne : Missy-aux-Bois (31 mai).
- Oise : L'Ingon (29-31 août), Voyennes (4-6 septembre), Cote 120.
- Alsace : Hermann-Stellung.

### Seconde Guerre mondiale
- 1940 : fait partie de la 35e division d'infanterie dans la Ve Armée du général Bourret, avec le 11e RI, le 21e régiment de marche de volontaires étrangers, le 14e régiment d'artillerie divisionnaire, le 214erégiment d'artillerie lourde divisionnaire, le 29eGroupe de Reconnaissance Divisionnaire. Du XII corps d'armée du général Dentz. Région Militaire, Centre Mobilisateur d'infanterie, CMI 181 Bordeaux formé le 9 septembre 1939. Dirigé par le commandant Loustaunau-Lacau[2].

## Inscriptions portées sur le drapeau du régiment
Il porte, cousues en lettres d'or dans ses plis, les inscriptions suivantes :
- Fleurus 1794
- Polotsk 1812
- Bérézina 1812
- Lützen 1813
- La Marne 1914
- L'Aisne-Noyon 1917
- Savy-Dallon 1918
- La Serre 1918

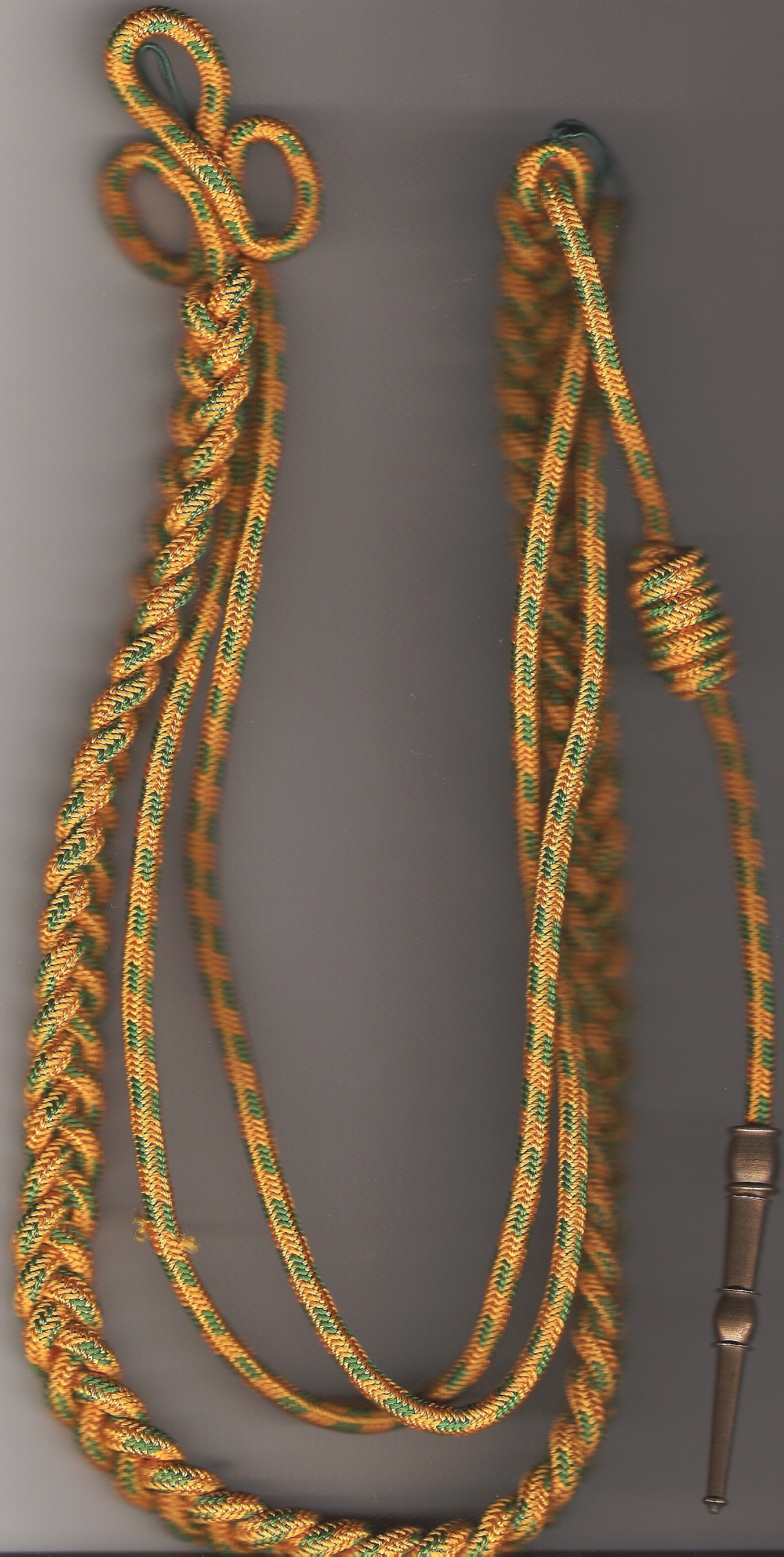
fourragère aux couleurs du ruban de la médaille militaire

(*) Bataille portée au drapeau du régiment.

## Décorations
Sa cravate est décorée de la Croix de guerre 1914-1918  avec cinq citations (deux citations à l'ordre du corps d'armée, trois citations à l'ordre de l'armée)
La Fourragère aux couleurs du ruban de la Médaille militaire décernée le 21 mars 1919.
le 10 mars 1919 le 123e a le droit du port de la fourragère aux couleurs du ruban de la médaille militaire.

## Personnalités ayant servi au123eRI
- Éric d'Alançon (1874-1917), officier supérieur
- Joseph Gabriel Bellarigue (1827-1882) alors lieutenant-colonel
- Henri Bordes (1897-1983), compositeur
- Charles Compodonico (1888-1916), professeur et poète, il figure au Panthéon parmi les 560 écrivains morts pour la France.

## Sources et bibliographie
- Maurice Vincent, Carnets d'un poilu girondin, Ysec, 2003. André Dufilho : Mon lieutenant, un blessé vous demande. Collection "Mémoires de France" Les Dossiers de l'Aquitaine.
- Bibliographie fournie par le musée du château de Vincennes.
- À partir du Recueil d'Historiques de l'Infanterie Française (Général Andolenko - Eurimprim 1969).
- le 123e R.I